# Fulga
Fulga é uma comuna romena localizada no distrito de Prahova, na região de Muntênia. A comuna possui uma área de 73.90 km² e sua população era de 3736 habitantes segundo o censo de 2007.